# 테리 해처
테리 해처(Teri Hatcher, 1964년 12월 8일 ~ )는 미국의 배우이다. 드라마 《위기의 주부들》(2004-12)로 2005년 제62회 골든 글로브상 텔레비전 시리즈 뮤지컬·코미디 부문 여우주연상과 제11회 미국 배우 조합상 코미디 시리즈 부문 여우주연상을 동시에 수상했다.

## 출연 작품

### 텔레비전
- 사랑의 유람선 (1985-86, The Love Boat)
- 맥가이버 (1986-90)
- 나이트 코트 (1987)
- 스타 트렉: 더 넥스트 제너레이션 (1988)
- L.A. 로 (1989)
- 광속인간 샘 (1989)
- Lois & Clark: The New Adventures of Superman (1993-98)
- 사인펠드 (1993-98)
- 프레이저 (1998)
- 두 남자와 1/2 (2004)
- 위기의 주부들 (2004-12)
- 스몰빌 (2010)
- 제인 바이 디자인 (2012)
- 제이크와 네버랜드 해적들 (2013-14) - 목소리
- The Odd Couple (2016-17)
- 슈퍼걸 (2017)

### 영화
- 헐리우드의 출세기 (1989, The Big Picture)
- 탱고와 캐쉬 (1989)
- 스포트라이트 (1991)
- 사랑의 함정 (1991)
- 데드 걸 (1996)
- 헤븐스 프리즈너 (1996)
- 48시간의 킬링 게임 (1997)
- 스파이 키드 (2001)
- 더 챔프: 분노의 주먹 (2007)
- 코렐라인: 비밀의 문 (2009) - 목소리
- 비행기 (2013) - 목소리
  - 비행기 2: 소방구조대 (2014)